# Waldenburg (Bâle-Campagne)
Pour les articles homonymes, voir Waldenbourg.
Waldenburg est une commune suisse du canton de Bâle-Campagne, située dans le district de Waldenburg.

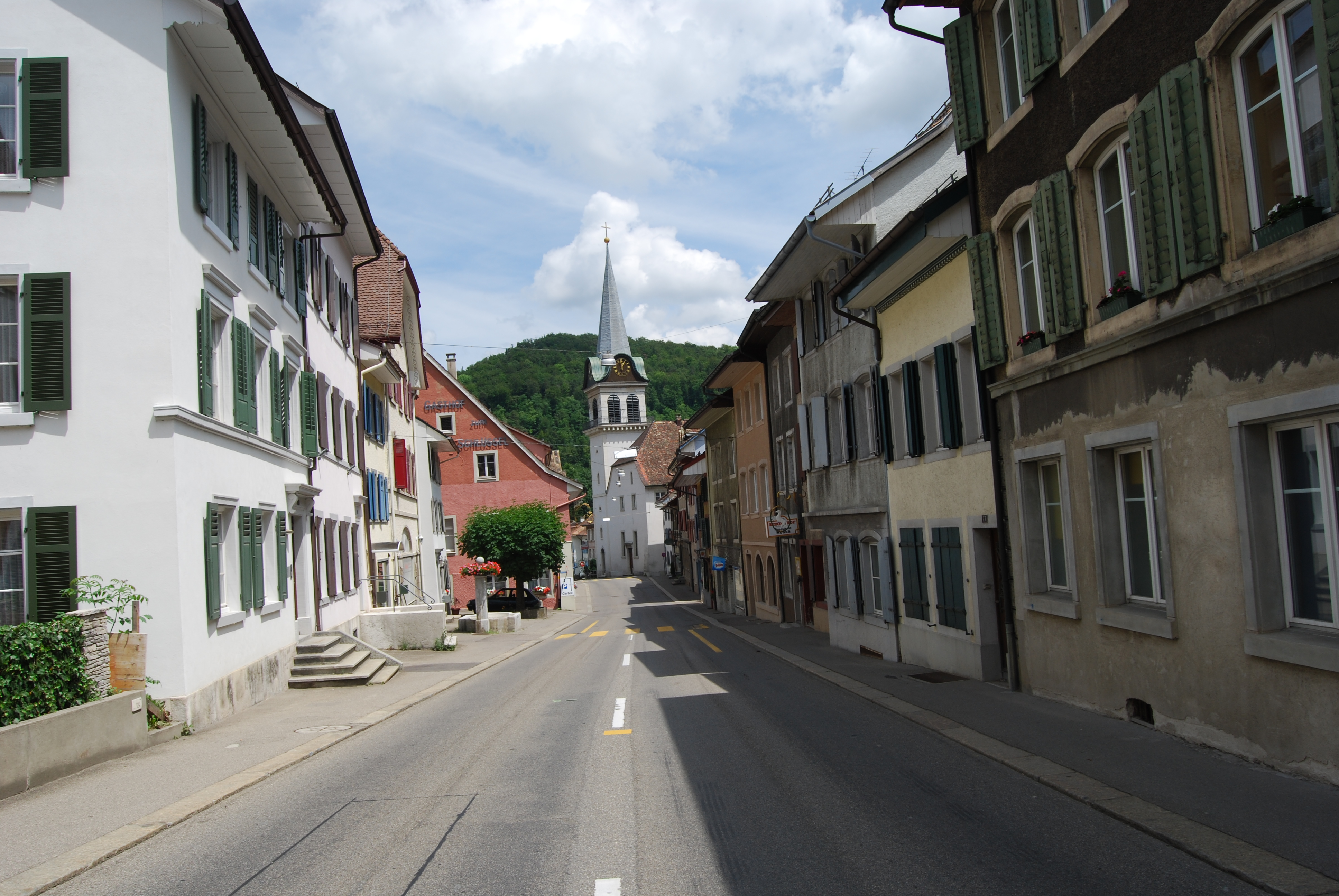
Waldenburg.

## Histoire

Vue aérienne (1949)

La ville est située sur la route du Haut-Hauenstein, sur une ancienne route romaine conduisant du plateau suisse vers Bâle. En 1366, elle passe sous la domination de l'évêque de Bâle, jusqu'à l'entrée du canton de Bâle dans la Confédération des XIII cantons en 1501. Après la guerre civile de 1833, Waldenburg et son district sont rattachés au demi-canton de Bâle-Campagne.

## Armoiries
Les armoiries municipales ont été introduites en 1926 ; c'est celle des comtes de Frohburg, propriétaires du village lors de sa première mention (1244) ; son blason est d'or, un aigle de vair, langué, becqué et membré de gueules.

## Climat
Waldenburg reçoit en moyenne 140,4 jours de pluie ou de neige par an et reçoit en moyenne 1 155 mm de précipitations. Le mois le plus humide est le mois de juin, pendant lequel Waldenburg reçoit en moyenne 127 mm de pluie ou de neige. Au cours de ce mois, il y a des précipitations pour une moyenne de 12,9 jours. Le mois où il y a le plus de jours de précipitations est mai, avec une moyenne de 13,9, mais avec seulement 110 mm de pluie ou de neige. Le mois le plus sec de l'année est octobre avec une moyenne de 79 mm de précipitations sur 9 jours.
La ville est traversée par la rivière Frenke.

## Transport
Waldenburg est le terminus du chemin de fer à voie étroite de Waldenburgerbahn, qui assure un service ferroviaire d'une demi-heure vers la ville de Liestal. À la gare de Liestal, la liaison avec les Chemins de fer fédéraux suisses se poursuit vers Bâle, Berne, Lucerne et Zürich.
Depuis la fusion avec le BLT en janvier 2016, cette ligne porte le numéro 19 du réseau du Baselland Transport (BLT). Entre 2020 et 2025, la BLT modifie la ligne avec un écartement 1 000 mm, une modification du tracé et l'achat de nouvelles rames.